# Trichopopillia varicollis
Trichopopillia varicollis är en skalbaggsart som beskrevs av Gilbert John Arrow 1919. Trichopopillia varicollis ingår i släktet Trichopopillia och familjen Rutelidae. Inga underarter finns listade i Catalogue of Life.